# 美土里村
美土里村（みどりむら）は群馬県の南西部、多野郡に属していた村。

## 地理
- 河川：鏑川、鮎川

## 歴史
- 1889年（明治22年）4月1日 - 町村制施行により、上大塚村、中大塚村、下大塚村、篠塚村、本動堂村、上落合村が合併し緑野郡美土里村が成立。
- 1896年（明治29年）4月1日 - 郡統合（緑野郡、多胡郡、南甘楽郡の統合）により多野郡に属する。
- 1954年（昭和29年）4月1日 - 藤岡町、神流村、小野村、美九里村と合併し藤岡市を新設する。